# Subdivisions de Kuopio
Cet article liste les quartiers de la ville de Kuopio en Finlande.

## Présentation
Kuopio compte 71 quartiers et villages.
- Centre ville
  - 1. Väinölänniemi
  - 2. Vahtivuori
  - 3. Maljalahti
  - 4. Multimäki
  - 5. Kuopionlahti
  - 6. Hatsala
- 7. Niirala
- 8. Haapaniemi
- 9. Itkonniemi
- 10. Männistö

- 11. Linnanpelto
- 12. Puijonlaakso
- 13. Savilahti
- 14. Peipposenrinne
- 15. Särkiniemi
- 16. Kettulanlahti
- 17. Rahusenkangas
- 18. Rönö
- 19. Rypysuo

- 20. Päiväranta
- 21. Julkula
- 22. Sorsasalo
- 23. Kelloniemi
- 24. Levänen
- 25. Jynkkä
- 26. Neulamäki
- 27. Puijo
- 28. Niuva
- 29. Neulaniemi

- 30. Kolmisoppi
- 31. Neulalampi
- 32. Litmanen
- 33. Lehtoniemi
- 34. Pirtti
- 35. Pitkälahti

- 37 Rautaniemi
- 36. Hiltulanlahti
- 38. Kiviharju
- 39. Vanuvuori

- 40. Melalahti
- 41. Kurkimäki
- 42. Vehmersalmi
- 43. Karttula
- 50. Nilsiä
- 51. Tahko
- 60. Maaninka
- 61. Keskisaari
- 70. Juankoski
- 71. Säyneinen